# اسنکما آتار ولانت
اسنکما آتار ولانت یا سی.۴۰۰ پی۱ یک موتور توربوجت فرانسوی بود که توسط اسنکما به عنوان بخشی از سری " آتار" آن شرکت تولید شد.